# Rhynchospora cubensis
Rhynchospora cubensis là loài thực vật có hoa trong họ Cói. Loài này được A.Rich. miêu tả khoa học đầu tiên năm 1850.